# گروس-ایل، کبک
گروس-ایل (به فرانسوی: Grosse-Île) شهری در ناحیه گاسپزی-ایل-دو-لا-مادلن در استان کبک کانادا است. در سرشماری سال ۲۰۱۱ این شهر ۵۱۳ نفر جمعیت داشته‌است و مساحت آن ۲۸٫۴۲ کیلومتر مربع است.